# Svinefodring
|  | Denne artikel er oprettet af botten Steenthbot ud fra en ekstern database. Den kan derfor have sproglige fejl eller mangler. Denne skabelon kan fjernes efter kontrol af indholdet. |

Svinefodring er en dansk dokumentarfilm fra 1956.

## Handling
Ud fra problemerne omkring slagterisvinenes kvalitet og klassificering gennemgår filmen en række forhold af betydning ved fodring og tilvækstkontrol ved opfodring af slagtesvin.